# Первый средний вес в боксе
Первый средний вес в боксе (англ. Super welterweight, Light middleweight, Junior middleweight) — весовая категория в профессиональном боксе между средней и полусредней весовыми категориями. Предел веса для дивизиона составляет 154 фунтов (69,85 кг).

## Действующие чемпионы мира
| Организация | Дата завоевания титула | Чемпион            | Рекорд         | Защиты титула |
| ----------- | ---------------------- | ------------------ | -------------- | ------------- |
| WBA         | 3 августа 2024         | Теренс Кроуфорд    | 41-0 (31 КО)   | 0             |
| WBC         | 30 марта 2024          | Себастьян Фундора  | 22-1-1 (14 KO) | 1             |
| IBF         | 6 апреля 2024          | Бахрам Муртазалиев | 23-0 (17 KO)   | 1             |
| WBO         | 26 августа 2022        | вакантно           | —              | —             |